# کیسلان (سقز)
کیسلان(به کردی: کیسەڵان، Kîsellan) روستایی از توابع بخش زیویه در شهرستان سقز است که در استان کردستان ایران قرار دارد.

## جمعیت
این روستا در دهستان صاحب واقع شده و براساس سرشماری سال ۱۳۸۵، جمعیت آن ۱۳۱ نفر (۳۰ خانوار) بوده‌است.